# Picot de l'illa de Guadeloupe
El picot de l'illa de Guadeloupe (Melanerpes herminieri) és una espècie d'ocell de la família dels pícids (Picidae) que habita els boscos de l'illa de Guadalupe, a les Petites Antilles.